# Nora Rignell

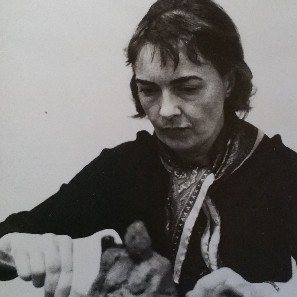
Nora Rignell

Alma Eleonora "Nora" Rignell, född 8 september 1924 i Pajala socken i Norrbotten, död 27 augusti 1999 i Strängnäs, var en svensk tecknare och skulptör. 
Rignell studerade skulptur och målning för Gustav Rudberg vid Stockholms konstskola. Efter studierna har hon ställt ut separat i Stockholm och hon medverkade i ett flertal samlingsutställningar.